# أوغوستو ماليي
أوغوستو ماليي (بالإيطالية: Augusto Magli)‏ (مواليد 9 مارس 1923) هو لاعب كرة قدم. يلعب مع منتخب إيطاليا لكرة القدم. سبق له أن لعب في كأس العالم لكرة القدم مع منتخب بلاده.

## روابط خارجية
- أوغوستو ماليي على موقع قاعدة بيانات كرة القدم.إي يو (الإنجليزية)
- أوغوستو ماليي على موقع ناشيونال فوتبول تيمز (الإنجليزية)
- أوغوستو ماليي على موقع عالم كرة القدم.نت (الإنجليزية)